# Otsochodzi
Otsochodzi, pseudonimo di Miłosz Stępień (Varsavia, 5 marzo 1996), è un rapper polacco.

## Biografia
Dopo aver firmato per l'etichetta Asfalt Records, nel 2016 pubblica il suo primo album in studio Slam, ma raggiunge il successo nel 2017 grazie all'album Nowy kolor, che vede la partecipazione di rapper come Pezet, O.S.T.R. e Taco Hemingway. il 1º febbraio 2019 è la volta del terzo album Miłość, seguito l'anno successivo da 2011.
Il 6 maggio 2021 esce OIO, album collaborativo pubblicato insieme Oki e  Young Igi. Nell'agosto 2022 viene reso disponibile l'album Tarcho Terror, mentre nel 2024 pubblica Tthe Grind, contenente le collaborazioni di Oki, Reni Jusis, Taco Hemingway e Young Igi.

## Discografia

### Da solista

#### Album in studio
- 2016 – Slam
- 2017 – Nowy kolor
- 2019 – Miłość
- 2020 – 2011
- 2022 – Tarcho Terror
- 2024 – Tthe Grind

#### EP
- 2012 – Fejk Wers
- 2015 – 7

### OIO
- 2021 – OIO